# Подковыров, Пётр Петрович
Пётр Петрович Подковыров (16 октября 1910, Челябинск — 25 октября 1977, Минск) — советский композитор, Заслуженный деятель искусств Белорусской ССР (1957).

## Биография

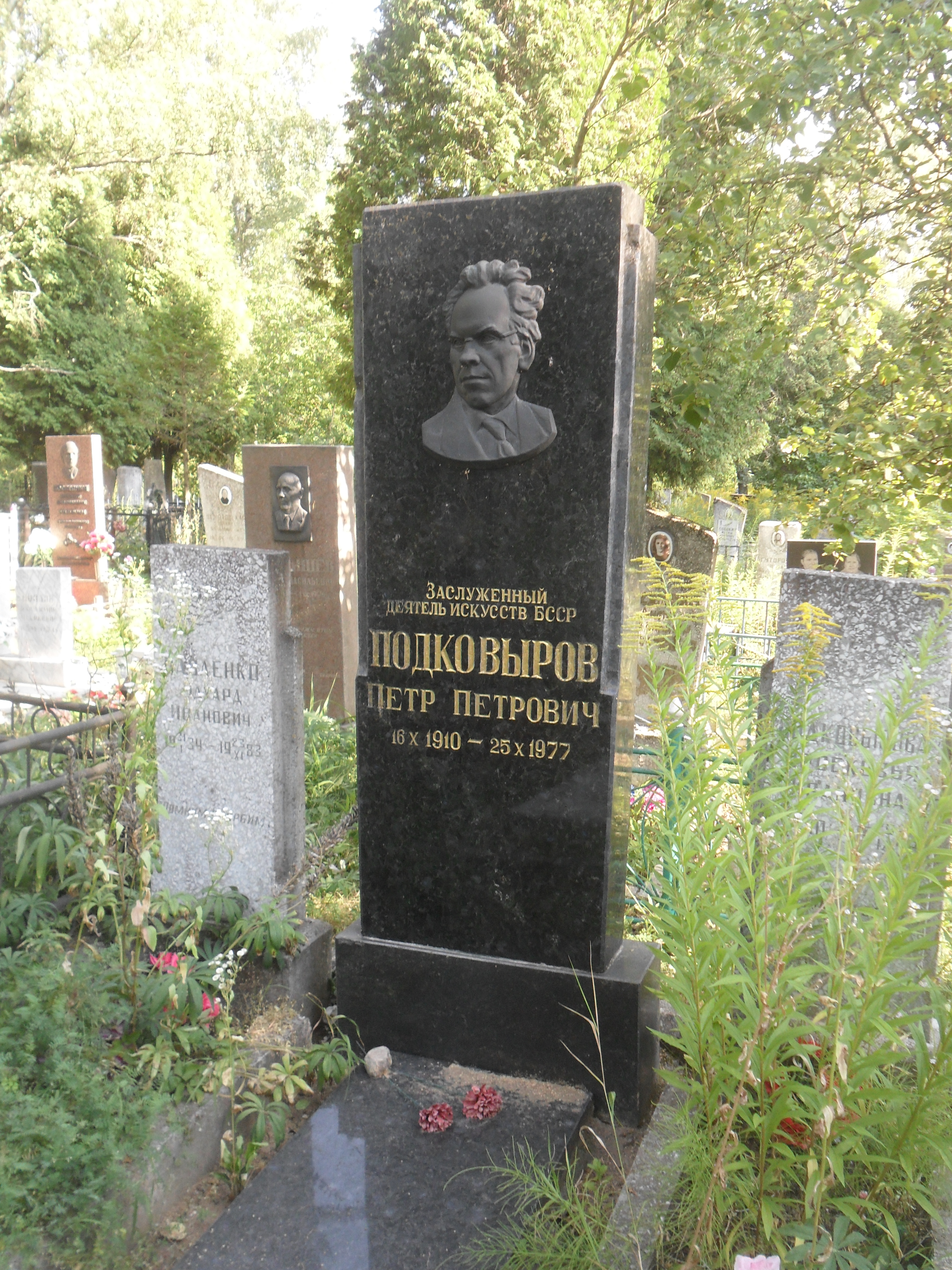
Могила Подковырова на Чижовском кладбище Минска.

Родился в 1910 году в Челябинске. В школьные годы играл на народных инструментах, руководил кружками художественной самодеятельности, аккомпанировал хору. Выпускник челябинской школы-девятилетки Подковыров по путёвке комсомола в 1928 году был направлен на учёбу в Свердловский музыкальный техникум. Обучаясь там игре на народных инструментах, он одновременно занимается и композицией.
В 1933 году приехал в Минск.
В 1937 окончил Белорусскую государственную консерваторию по классу композиции (класс В. А. Золотарёва).
В 1935—1936 гг. — инспектор Реперткома БССР.
В 1936—1938 гг. — инспектор музыкального отдела Управления по делам искусств при Совнаркоме БССР.
Война застала Петра Петровича в Крыму. Просился на фронт, однако его не взяли из-за плохого зрения.
В 1943—1944 гг. — преподаватель музыкальной школы в Майкопе. В 1944 году вернулся в Минск.
С 1948 года преподаватель Белорусской консерватории (с 1969 — доцент).
Петр Петрович Подковыров становится известным белорусским композитором. Он работал доцентом Белорусской государственной консерватории по классу композиции, постоянно выступал с творческими отчётами, выпустил много талантливых композиторов и музыкальных деятелей..

## Сочинения
- опера «Павел Корчагин» (по роману Н. Островского «Как закалялась сталь»)
- кантата «Пионерский костёр мира» (слова Э. Огнецвет, 1951) — для солистов, хора и симфонического оркестра
- кантата «Баллада о четырех заложниках» (слова А. Кулешова, 1954)
- Два хореографических этюда: «Партизанская ночь», «Встреча», (1947)
- увертюры: «Праздничная» (1948), «Торжественная» (1956)
- «Колхозная сюита» № 2 (1950)
- «Вальс» (1954)
- «Фантазия Янка» (1955)
- для скрипки и симфонического оркестра — концерты: I (1941), II (1955), III (1974)
- для виолончели и симфонического оркестра — Концерт (1959)
- для фортепиано и оркестра струнных инструментов — Концерт (1965), сюита «Родные напевы» (1969)
- для духового оркестра — марш «Радость победы» (1945), «Праздничная фантазия» (1949), Концертный марш (1957)
- для оркестра белорусских народных инструментов — «Колхозная сюита» № 1 (1948), «Белорусская рапсодия» (1948); для секстета домр — «Кадриль» (1950)
- для флейты, гобоя, кларнета, фагота и валторны — «Квинтет» (1960)
- Фортепианный квинтет (1946)
- 24 прелюдии для фортепиано
- для 4 флейт — «Квартет» (1966)
- для 4 кларнетов — «Квартет» (1967)
- для гобоя, рожка и 2 виолончелей — «Квартет-поэма» (1969)
- для скрипки, виолончели и фортепиано — «Элегическое трио» (1953)
- для скрипки и фортепиано — «Две пьесы» (1945), «Пионерия» (1947), «Соната» (1971)
- для виолончели и фортепиано — Соната (1974)
- для альта и фортепиано — Соната (1972)
- для гобоя и фортепиано — Соната (1961)
- для голоса и фортепиано — циклы «О детях» (слова Л. Квитко, З. Александровой, Сергея Михалкова, 1936), «Партизаны» (слова. Я. Купалы, П. Панченко, М. Танка, 1944), на слова Г. Гейне (1956), «Английская сюита» (слова Р. Бернса, 1968), романсы на слова А. Пушкина, Т. Шевченко, Н. Гоголя, А. Прокофьева
- сюита «Стародавняя история» (слова народные, 1968)
- музыка к драматическим спектаклям
- обработки белорусских народных песен и танцев
- 3 симфонии
- "Песня о самосвалах" - про автомобили Минского автозавода (слова И. Бойкова)